# Anioł przy moim stole
Anioł przy moim stole (ang. An Angel at my Table) – nowozelandzki dramat filmowy z 1990 roku w reżyserii Jane Campion. Adaptacja autobiografii nowozelandzkiej pisarki Janet Frame, w której rolę wcieliła się Kerry Fox. Zdjęcia kręcono w Auckland, Paryżu, Londynie oraz w Katalonii (El Port de la Selva).

## Nagrody
Film otrzymał Nagrodę Specjalną Jury na 47. MFF w Wenecji oraz wyróżnienie za najlepszy film zagraniczny na Independent Spirit Awards w San Francisco. Anioł przy moim stole uznawany jest za jeden z najlepszych filmów Jane Campion.

## Fabuła
Film przedstawia historię pisarki od urodzenia aż po wiek dojrzały. Samotność i poczucie nieatrakcyjności doprowadziły ją do załamania nerwowego. Po kilku próbach samobójczych uznana za schizofreniczkę, trafia na 8 lat do szpitala psychiatrycznego. Dopiero dzięki nagrodzie literackiej przyznanej za zbiór opowiadań może opuścić szpital. Dalej opiekę nad jej talentem literackim sprawuje znany nowozelandzki pisarz Frank Sargeson. Dzięki jego zachętom opuszcza kraj i udaje się w podróż do Europy. Po powrocie wydaje kolejne powieści i opowiadania, które przynoszą jej coraz większe uznanie w Nowej Zelandii.

## Obsada
- Kerry Fox - Janet Frame
- Alexia Keogh - Dojrzewająca Janet Frame
- Karen Fergusson - Nastoletnia Janet Frame
- Iris Churn - Matka Janet
- Glynis Angell - Isabel Frame
- Melina Bernecker - Myrtle Frame
- William Brandt - Bernard
- Sarah Smuts-Kennedy - June Frame

i inni. 